# Edward Irving

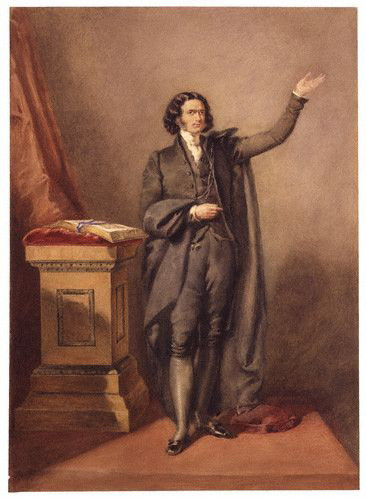
Edward Irving

Edward Irving (* 4. August 1792 in Annan, Dumfriesshire; † 8. Dezember 1834 in Glasgow) war ein schottischer presbyterianischer Prediger und einer der Wegbereiter der katholisch-apostolischen Gemeinden. Bis ins späte 20. Jahrhundert wurde die katholisch-apostolische Bewegung auch „Irvingianismus“ und die Mitglieder „Irvingianer“ genannt. Diese Bezeichnungen gehen von der historisch falschen These aus, dass Edward Irving der Gründer dieser Bewegung und deren prägende Gestalt gewesen sei.

## Leben
Irving entstammte einer schottischen Farmerfamilie, die auf hugenottische Flüchtlinge zurückging. Mit 13 Jahren besuchte er bereits die Universität Edinburgh, wo er 1809 graduierte. Er arbeitete zuerst als Mathematiklehrer und studierte daneben noch Theologie. 1812 ging er nach Kirkcaldy, wo er für Isabella Martin arbeitete. 1823 heiratete er auf Druck ihrer Familie seine langjährige Verlobte Isabella Martin, obwohl er eigentlich eine tiefe und langjährige Romanze mit Jane Welsh pflegte, der späteren Frau des Essayisten Thomas Carlyle ab 1821. 1815 erhielt er die Predigterlaubnis der Schottisch-Presbyterianischen Kirche. Um eine kirchliche Anstellung zu bekommen, zog er 1818 nach Edinburgh. 1819 wurde er auf Initiative von Thomas Chalmers als sein Assistent und Missionar an die Pfarre St. John in Glasgow berufen. 1822 wurde er Prediger der Caledonian Chapel, einer kleinen, neu gegründeten Gemeinde der schottischen Nationalkirche in Covent Garden in London, wo er schnell Bekanntheit erlangte. Seit Jahren beschäftigte ihn das Phänomen der Prophetie, und so wurde er 1826 die zentrale Figur einer Prophetenschule, die den Morning Watch und den Quarterly Journal of Prophecy veröffentlichte bis 1933. 1827 wurde für ihn eine größere Kapelle am Regent Square errichtet.
Durch seinen Freund, den Londoner Bankier Henry Drummond, wurde er zu den sogenannten „Albury-Konferenzen“ auf dessen Landsitz eingeladen. Er war ihr prominentester Gast, und sie wiederum prägten ihn, so dass der Heilige Geist und das Wesen der Kirche der Mittelpunkt seines theologischen Denkens und Schaffens wurde. Im Mai 1828 unternahm er eine Evangelisationsreise in seine schottische Heimat. Wegen des großen Erfolges wiederholte er sie im folgenden Jahr. Dabei traf er bei dortigen Predigern erstmals auf Ablehnung und Widerstand.
Aufgrund der Arbeit von James Haldane Stewart kam es 1830 in Schottland zu geistlichen Erweckungen. Diese stießen auf großes Interesse innerhalb des Albury-Kreises und wurden dort insbesondere durch John Bate Cardale geprüft und als göttlich anerkannt. Cardale wurde bald aus der anglikanischen Kirche ausgeschlossen und hielt sich zur Gemeinde Irvings. Dieser erlebte bald darauf selbst die Geistesgaben und ließ sie in seinen öffentlichen Gottesdiensten zu. Damit verstieß er gegen die Ordnung der schottischen Nationalkirche und wurde am 2. Mai 1832 ausgeschlossen. Bereits vier Tage später hielt er vor 800 Gläubigen einen eigenen Gottesdienst in einem gemieteten Saal.
Die erste katholisch-apostolische Gemeinde entstand in Albury in Surrey. Später wurde Cardale in Irvings Gemeinde zum Apostel berufen, was zur Folge hatte, dass alle Vollmachten und Befugnisse nun beim Apostel und nicht mehr beim Prediger Irving lagen. Diesem wurde am 13. März 1833 in seiner schottischen Heimatgemeinde Annan ein kirchlicher Prozess gemacht, der zum endgültigen Ausschluss und zum Verlust der Ordination führte. Zurück in London, musste der erfolgsgewohnte Prediger erfahren, dass ihm der Apostel Cardale eine Taufe verweigerte, weil ihm die Ordination fehlte. Am 5. April 1833 wurde Irving jedoch zum Engel (= Bischof) berufen und ordiniert. Eineinhalb Jahre später starb er auf einer Reise nach Schottland im Alter von nur 42 Jahren und noch bevor er ein großes Wirken im Dienste der „neuen“ Kirche entfalten konnte.
Irving wurde in der Krypta der Kathedrale in Glasgow beigesetzt. Eine Statue bei der alten Kirche in Annan erinnert an ihn und sein Wirken.

## Schriften
Zu seinen Lebzeiten erschienen von Irving folgende Werke:
- For the Oracles of God. Four Orations, 1823.
- For Judgment to Come, 1823.
- Einleitung zu George Horne, A Commentary on the Book of Psalms, 1825.
- Babylon and Infidelity Foredoomed, 1826.
- Einleitung zu Juan Josafat Ben-Ezra [= Manuel de Lacunza], The Coming of Messiah in Glory and Majesty, 1827.
- Sermons, 3 Bände, 1828.
- Exposition of the Book of Revelation, 1831.

Seine gesammelten Schriften wurden nach seinem Tod 1864–1865 in fünf Bänden von Gavin Carlyle herausgegeben.